# Elsa Sylvan

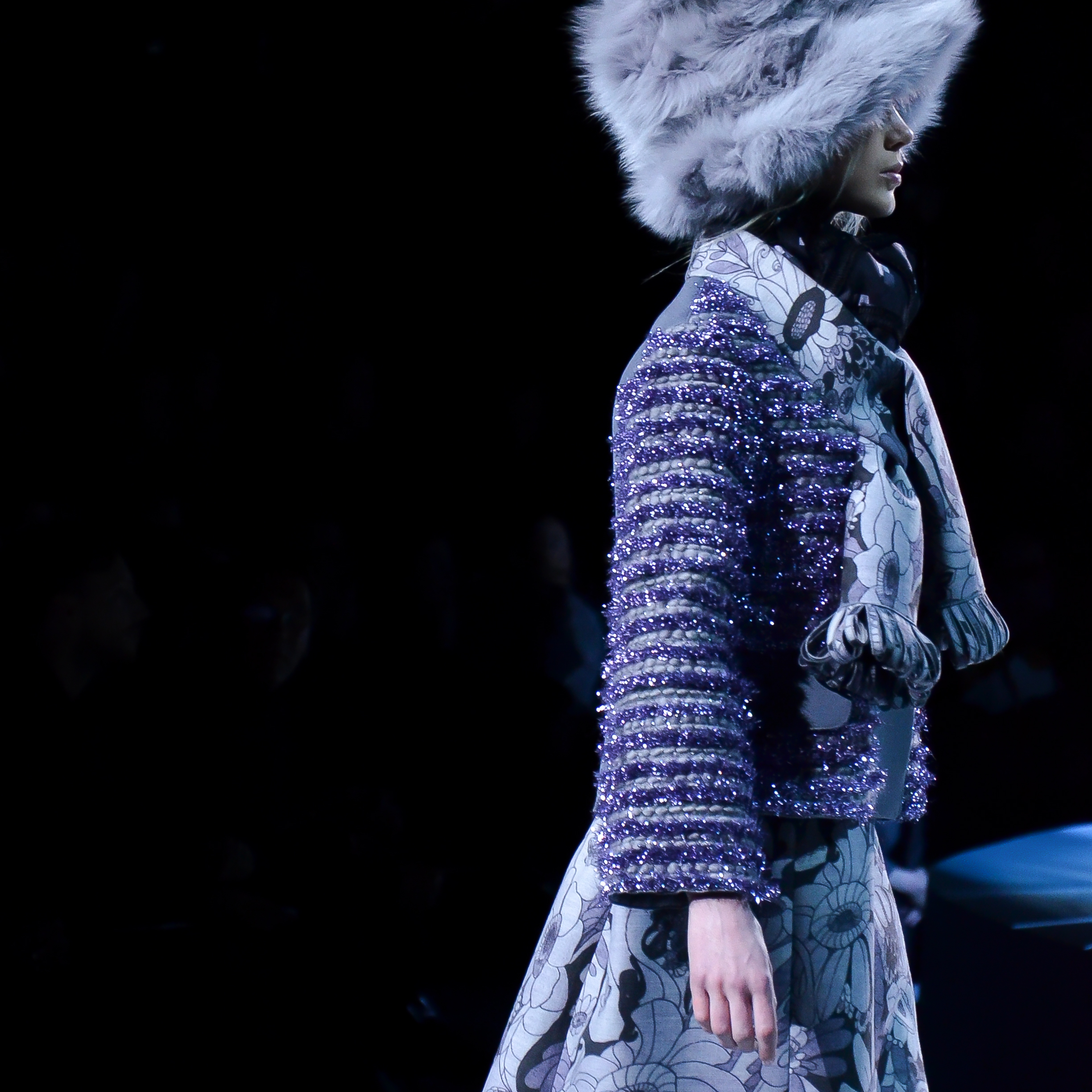
Elsa Sylvan im 2012

Elsa Sylvan (* 23. Januar 1987 in Stockholm) ist ein schwedisches Fotomodell. Sie wurde international bekannt durch die Präsentation der Kollektion des französischen Modeschöpfers Hubert de Givenchy auf einer Modenschau 2007 in Paris.
Elsa Sylvan wurde in Gröna Lund, einem Vergnügungspark in Stockholm, entdeckt. International auffällig wurde sie auf dem Laufsteg der Givenchy Frühling/Sommer-Modenschau 2007 in Paris. Seitdem hat sie für bekannte Modehäuser und Modeschöpfer wie Benetton, Chanel, Christian Lacroix, D&G, Karl Lagerfeld, Kenzo, Lanvin, Louis Vuitton, Marc Jacobs, Nina Ricci, Valentino, Vivienne Westwood und andere mehr gearbeitet.
Sylvan präsentierte Kleider in Magazinen wie Numéro, V und Elle und wird auf den Titelseiten verschiedener Zeitschriften, darunter Elle Italia, Elle Schweden und French Revue de Modes, abgebildet. Im September 2009 war sie im Fokus einer zehnseitigen Fotostrecke in der US-Ausgabe von Elle.
Die Website models.com listet Sylvan in den Top 50 der „most wanted models“.